# Maison Guerrier
La maison Guerrier est une maison située à Trévoux dans le département français de l'Ain, en France. L'édifice fait l'objet d'une inscription partielle (façades, toitures et tourelle) au titre des monuments historiques en 1933.